# Guido Buzzelli
Guido Buzzelli (Roma, 27 luglio 1927 – Roma, 25 gennaio 1992) è stato un fumettista, illustratore e pittore italiano.
È considerato uno dei grandi maestri del fumetto italiano (venne anche definito il Michelangelo dei mostri e il Goya italiano). Il suo racconto La rivolta dei racchi viene considerato il primo romanzo a fumetti italiano

## Biografia
Il padre e il nonno erano pittori e la madre modella; frequentò da adolescente i corsi liberi dell'Accademia di San Luca. Entra prima nello studio di Vittorio Cossio e poi in quello di Rino Albertarelli, Buzzelli a diciotto anni esordendo nel 1946 pubblicando sul settimanale Argentovivo, e poi collaborando con molti altri editori romani come le Edizioni E.M. per le quali realizza serie a fumetti per le collane Gli Albi della Mano Nera e Gli Albi Verdi, e per le Edizioni Fantera disegna la serie Dray Tigre (1949). Nei primi anni cinquanta collabora con la rivista Zorro dell'editore Gioggi e realizza le copertine delle riviste edite dai Fratelli Spada, come Mandrake, Flash Gordon, L'Uomo Mascherato e per le Edizioni Diana fumetti come Susan Bill, Bill dei Marines, Bambola e Alex l'eroe dello spazio, il suo primo vero successo (1952); dal 1953 al 1955 per l'editore Gioggi realizza varie serie a fumetti come Nolan e Pistola Jim.
Si trasferì poi in Spagna e quindi in Gran Bretagna dove, nel 1954 creò Angélique per il Daily Mirror collaborando con la Fleetway disegnando serie a fumetti di genere bellico.
Tornato in Italia, dopo essersi sposato con Grazia de Stefani nel 1960, la quale diverrà anche la sua principale collaboratrice, inizialmente si dedicò alla pittura, per poi, nella seconda metà degli anni sessanta, tornare al fumetto realizzando nel 1966, di sua iniziativa, La rivolta dei racchi,  nata da una mostra pittorica incentrata sul rifiuto della violenza e presentata l'anno successivo a Salone Internazionale dei Comics a Lucca, e che acquisirà notorietà solo dopo che venne pubblicata in Francia nel 1970 sulla rivista Charlie Mensuel grazie all'interessamento del capo redattore Georges Wolinski il quale, durante il viaggio di nozze scoprì su una copia della rivista Psyco il racconto e decise di pubblicarla; l'iniziativa si rivelò un successo portando Buzzelli a una lunga collaborazione con molte riviste francesi oltre che italiani che scoprirono anch'esse la sua opera. In Francia pubblica su molte delle riviste come Pilote, Circus, L'Écho des Savanes, Vailant, Métal Hurlant e À Suivre, divenendo noto come "Michel-Ange des monstres" ovvero il "Michelangelo dei mostri", definizione datagli dallo scrittore Michel Grisolia sul Nouvel Observateur. Inizia così a realizzare una serie di opere di denuncia come I Labirinti (1968), Zil Zelub (1971), Annalisa e il diavolo (1973), L'intervista (1975), L'Agnone (1977), La guerra videologica (1978), tutte opere in cui l'autore si ritrae sempre nei panni del protagonista, un essere gracile e insignificante, vittima e al tempo stesso carnefice del mondo. Seguirono poi Nevada Hill (con Jean-Pierre Gourmelen) del 1974, H.P. (con Alexis Kostandi) del 1974, Il mestiere di Mario, La face (con Cerrito), Un tipo angelico, Morganna, e Zasafir, pubblicato anche in Italia su Alter-Alter tra il 1980 e il 1981.
Dopo il conferimento dello Yellow Kid nel 1973 come miglior disegnatore e autore e nel 1979 del francese Crayon d'Or, si fanno più numerose le sue collaborazioni con riviste italiane. Realizza vignette e storie per Linus, Alterlinus, Paese Sera, Il Messaggero, L'Espresso, L'Eternauta, Psyco, Corriere dei Ragazzi, Comic Art, Playmen (per il quale realizza il racconto I love you, Helza), Menelik, l'Unità, L'Occhio, nonché le tavole per l'inserto Satyricon di Repubblica. A queste collaborazioni italiane si aggiungono quelle francesi su Le Monde, Fluide Glacial e altri.
Sempre in Francia, con lo pseudonimo di Blotz, realizza una serie di illustrazioni erotiche che compaiono su Charles Mensuel e le collezioni Démons e Buzzelliades.
Per l'editore Sergio Bonelli realizza nel 1979 un volume della collana “Un uomo un’avventura”, L'uomo del Bengala, su testi di Gino D'Antonio. Per tutti gli anni ottanta collaborerà con riviste specializzate in fumetto d'autore come Comic Art e L'Eternauta. Sempre per la Bonelli realizzerà anche una storia della serie western Tex su testi di Claudio Nizzi, Tex il grande!, e che, forse per lo stile troppo originale che si allontanava dagli standard classici della collana, venne pubblicata in un volume apposito di grande formato nel 1988, come volume commemorativo dei quarant'anni del personaggio e diverrà, grazie al successo riscosso, il primo di una nuova collana disegnata da autori di fumetti che danno una propria interpretazione del noto personaggio. In questo periodo, nel 1981, contribuisce alla Histoire du Far West en Bandes Desinées edita da Larousse oltre a collaborare a Lanciostory e alterlinus.
Come pittore, attività che continua per tutta la sua vita, viene esposto in mostre in tutto il mondo (Roma, Napoli, Bari, Bologna, Parigi, Deauville, Angoulême, Aix-en-Provence, Chantilly, Lisbona, Marsiglia, Forte dei Marmi, Lucca, Bruxelles, New York e Montréal).
Alla fine degli anni ottanta inizia a collaborare con la televisione: prima con il TG2, quindi con la francese TV7, per la quale crea dei video trasmessi tra il 1990 e il 1992. All'attività di illustratore e pittore affianca quella di insegnante presso lo European Institute of Design.
Morì il 25 gennaio 1992 a Roma.

## Opere
- Tex il grande! (1988, collana Tex Speciale, Sergio Bonelli Editore; 2012, NPE)
- L'arte di Guido Buzzelli - collana I Classici del fumetto di Repubblica (2004)[13]
- Annalisa, il diavolo e le altre - Lizard (2006)
- La trilogia - Coconino Press (2017)[6]
- Annalisa e il diavolo - Coconino Press (2018)

## Riconoscimenti
- Premio Yellow Kid al Salone Internazionale dei Comics (1973)[10][3][6]
- Premio Le Crayon d'Or (1979).[3][6]
- “Metamorfosi, opere di Guido Buzzelli" mostra nella sala dell’Armeria di Castel Sant’Angelo (Roma, 2003).
- "Un portrait d’artiste", esposizione organizzata a Bruxelles dal Centre belge de la bande dessinée.[3]
- mostre di tavole originali al Festival della B.D. di Angoulème nel 2006 e 2010.[3]
- “Guido Buzzelli - frammenti dall’assurdo” (2011) mostra presso il Museo del Fumetto di Lucca.[3]
- "Guido Buzzelli. Anatomia delle macerie": mostra presso l'Accademia di belle arti di Bologna (2018).[5][2][8]